# صباح الصغير
صباح الصغير هي لاعبة كرة قدم محترفة، من مواليد 27 سبتمبر 2000، ولدت في فرنسا، تلعب في خط الوسط لنادي دوري الدرجة الثانية الإيطالي نابولي فمينيل، وتلعب في المنتخب المغربي للسيدات.

## مهنة النادي
لعبت في نادي سان دوني وسان مور في فرنسا.

## مهنة دولية
ظهرت لأول مرة مع المنتخب المغربي في 10 يونيو 2021، كبديلة في مباراة ودية ضد المنتخب المالي، وأول مباراة لها كلاعبة أساسية بعد أربعة أيام ضد نفس الخصم.

## روابط خارجية
- صباح الصغير على موقع قاعدة بيانات كرة القدم.إي يو (الإنجليزية)
- صباح الصغير على موقع Soccerway.com (الإنجليزية)